# 深澤大輝
深澤 大輝（ふかざわ だいき、1998年8月21日 - ）は、東京都東久留米市出身のプロサッカー選手。Jリーグ・東京ヴェルディ所属。ポジションはディフェンダー。

## 来歴
東京ヴェルディ1969のアカデミー出身。ジュニア・ジュニアユース・ユースと各年代でプレーしたが、トップ昇格はせずに大学は中央大学に進学した。2019年10月、2021年シーズンからの東京ヴェルディ加入内定が発表された。2020年シーズンは特別指定選手として東京ヴェルディに登録された。
2021年5月16日、J2第14節のギラヴァンツ北九州戦でプロデビュー。12月5日、J2最終節のSC相模原戦でプロ初ゴールを決めた。

## 所属クラブ
- 西原少年SC
- 東京ヴェルディジュニア
- 東京ヴェルディジュニアユース
- 東京ヴェルディユース
- 中央大学
  - 2020年  東京ヴェルディ1969（特別指定選手）
- 2021年 -  東京ヴェルディ1969

## 個人成績
| 国内大会個人成績 | 国内大会個人成績 | 国内大会個人成績 | 国内大会個人成績 | 国内大会個人成績 | 国内大会個人成績 | 国内大会個人成績 | 国内大会個人成績 | 国内大会個人成績 | 国内大会個人成績 | 国内大会個人成績 | 国内大会個人成績 |
| 年度             | クラブ           | 背番号           | リーグ           | リーグ戦         | リーグ戦         | リーグ杯         | リーグ杯         | オープン杯       | オープン杯       | 期間通算         | 期間通算         |
| 年度             | クラブ           | 背番号           | リーグ           | 出場             | 得点             | 出場             | 得点             | 出場             | 得点             | 出場             | 得点             |
| 日本             | 日本             | 日本             | 日本             | リーグ戦         | リーグ戦         | リーグ杯         | リーグ杯         | 天皇杯           | 天皇杯           | 期間通算         | 期間通算         |
| ---------------- | ---------------- | ---------------- | ---------------- | ---------------- | ---------------- | ---------------- | ---------------- | ---------------- | ---------------- | ---------------- | ---------------- |
| 2021             | 東京V            | 23               | J2               | 17               | 1                | -                | -                | 0                | 0                | 17               | 1                |
| 2022             | 東京V            | 2                | J2               | 32               | 3                | -                | -                | 2                | 0                | 34               | 3                |
| 2023             | 東京V            | 2                | J2               | 27               | 4                | -                | -                | 0                | 0                | 27               | 4                |
| 2024             | 東京V            | 2                | J1               | 13               | 0                | 1                | 0                | 2                | 0                | 16               | 0                |
| 2025             | 東京V            | 2                | J1               |                  |                  |                  |                  |                  |                  |                  |                  |
| 通算             | 日本             | 日本             | J1               | 13               | 0                | 1                | 0                | 2                | 0                | 16               | 0                |
| 通算             | 日本             | 日本             | J2               | 76               | 8                | -                | -                | 2                | 0                | 78               | 8                |
| 総通算           | 総通算           | 総通算           | 総通算           | 89               | 8                | 1                | 0                | 4                | 0                | 94               | 8                |

- 2020年 特別指定選手としての公式戦出場無し

出場歴
- Jリーグ初出場 - 2021年5月16日 J2第14節 ギラヴァンツ北九州戦 (味の素スタジアム)
- Jリーグ初得点 - 2021年12月5日 J2第42節 SC相模原戦 (味の素スタジアム)
- その他の公式戦
  - 2023年 J1昇格プレーオフ 2試合0得点